# An Iron Hand in a Velvet Glove
An Iron Hand in a Velvet Glove – debiutancki minialbum południowokoreańskiej piosenkarki Jini, wydany przez wytwórnię ATOC. Płytę promuje singiel „C’mon”, wykonany z amerykańskim raperem Aminé.

## Lista utworów
| CD | CD                                 | CD                                             | CD                                                                                  | CD                         | CD      |
| Nr | Tytuł utworu                       | Tekst                                          | Kompozycja                                                                          | Aranżacja                  | Długość |
| -- | ---------------------------------- | ---------------------------------------------- | ----------------------------------------------------------------------------------- | -------------------------- | ------- |
| 1. | „Here We Go Again”                 | Ahn Young Joo (MUMW), Ji-turn (MUMW)           | Jackson Morgan, Andrew Stoelzing, Mike Robinson, MZMC, Jay Kim                      | Mike Robinson, MZMC        | 3:01    |
| 2. | „C’mon (z Aminé)”                  | JBACH, Kaelyn Behr, MZMC, Aminé                | JBACH, Kaelyn Behr, MZMC, Jay Kim                                                   | Styalz Fuego, MZMC         | 3:13    |
| 3. | „Dancing With The Devil”           | Newny (MUMW), Erin (MUMW)                      | JBACH, Anthony Pavel, Christian French, Kyle Buckley, Charles Nelson, MZMC, Jay Kim | Pink Slip, inverness, MZMC | 2:46    |
| 4. | „Bad Reputation”                   | Jini, Erin (MUMW)                              | MNEK, Alida, Kriss, Smaaland, Sean Fischer, MZMC, Jay Kim                           | Sean Fischer, MZMC         | 1:54    |
| 5. | „C’mon (z Aminé) (Korean version)” | Su Rin (MUMW), JBACH, Kaelyn Behr, MZMC, Aminé | JBACH, Kaelyn Behr, MZMC, Jay Kim                                                   | Styalz Fuego, MZMC         | 3:13    |

## Notowania
| Lista                        | Pozycja |
| ---------------------------- | ------- |
| South Korean Albums (Circle) | 9       |